# Rue des Écouffes
La rue des Écouffes est une voie ancienne du 4e arrondissement de Paris.

## Situation et accès
La rue des Écouffes, longue de 164 mètres, est située dans le 4e arrondissement, quartier Saint-Gervais ; commence au passage Walter-Benjamin (Paris) via le 26, rue de Rivoli ; et finit aux 19-23, rue des Rosiers. Située en plein quartier du Marais, cette petite rue à l'alignement irrégulier témoigne profondément de la culture juive du quartier et est une voie très commerçante.

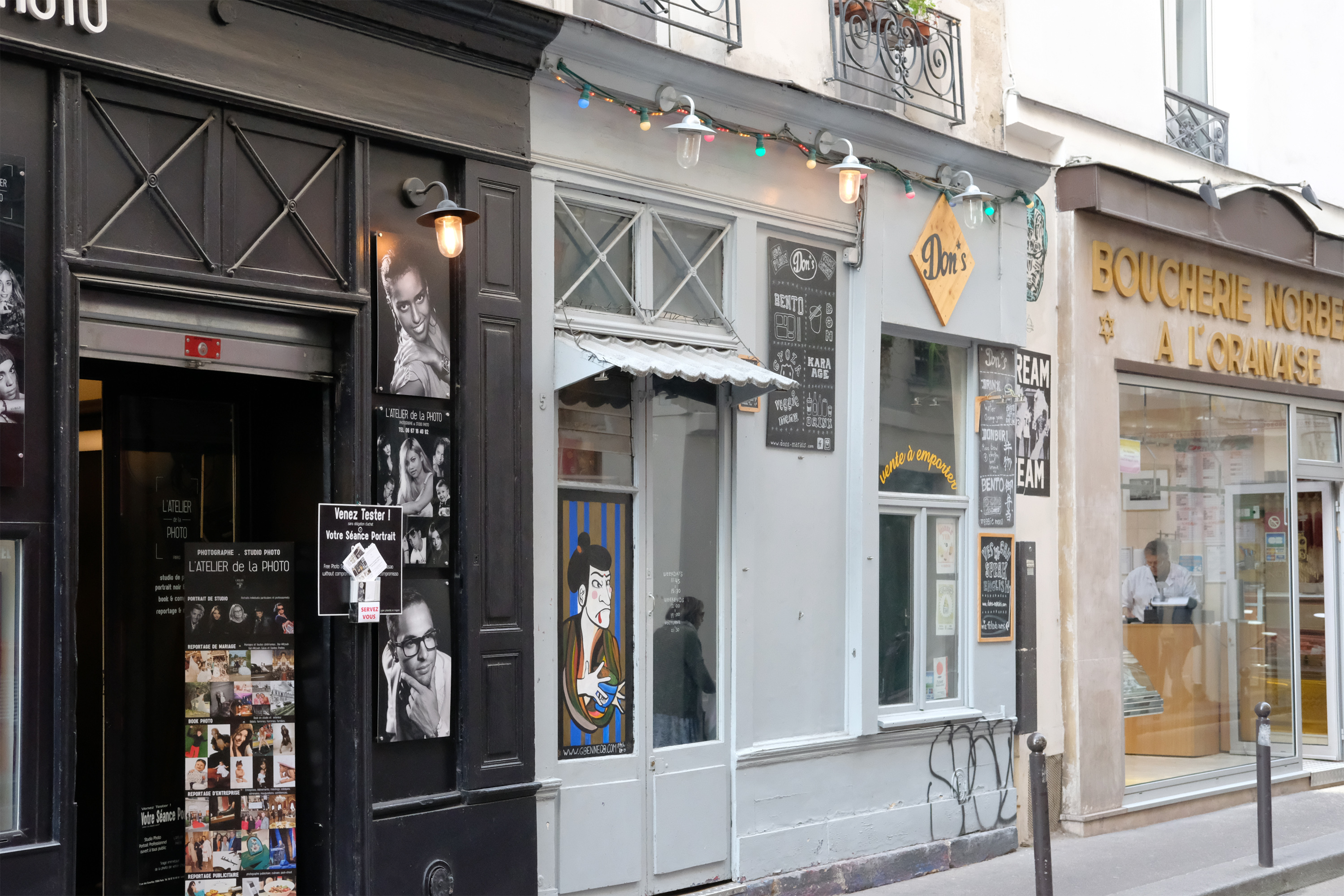
Quelques commerces de la rue.

Ce site est desservi par la ligne 1 à la station de métro Saint-Paul.

## Origine du nom
Les frères Lazare pensent que le nom de cette rue doit son nom à une enseigne représentant un milan qu'on appelait autrefois « escofles ».
Jean de la Tynna indique que si « escofles » signifie l'oiseau de proie, le milan, ce mot orthographié « escoffle » signifie en vieux langage « vêtement » ou « ornement de cuir ou de peau ».
Jacques Hillairet ajoute que son nom provient d'une enseigne représentant un milan, appelé autrefois escofles, nom communément donné aux prêteurs sur gages. « Un Milan ? Mais oui, bon sang, c'est bien sûr ! Milan, avec une majuscule fautive mais ô combien révélatrice, Milan, la capitale de la Lombardie, d'où venaient les prêteurs sur gages installés à Paris dès le règne de Philippe-Auguste ». La rue aurait-elle été ainsi dénommée parce que des prêteurs sur gages y faisaient affaire ?. Hélas cette hypothèse plaisante s'écroule sous le coup fatal de la chronologie : le mot "milan" pour désigner le rapace n'apparaît pas dans la langue française avant le commencement du XVIe siècle, alors que la dénomination "rue de l'Escoufle" est attestée dès le XIIIe siècle, comme nous verrons plus loin.

## Historique
La rue des Ecouffes tel qu’elle existe aujourd’hui  résulte de la réunion – décidée en 1854 et effective en 1856 – de deux voies initialement distinctes, orientées nord-sud, situées de part et d’autre de la rue du roi de Sicile.
La partie septentrionale s’étendait dans le prolongement de la rue Tiron de la rue du roi de Sicile à la rue des Rosiers. Cette section de la rue qui était presque entièrement bâtie vers 1200 portait le nom, en 1233, de « rue de l'Écofle ». Sous le nom de « rue de l'Escouffle », elle est citée dans Le Dit des rues de Paris, de Guillot de Paris, rédigé entre 1280 et 1300. Son nom a varié : « rue de l'Écofle » au XIIIe siècle ; « rue de l'Escoufle » et « rue des Escoufles » au XIVe siècle ; « rue des Escoffles » au XVIe siècle, puis « rue des Écouffes ».

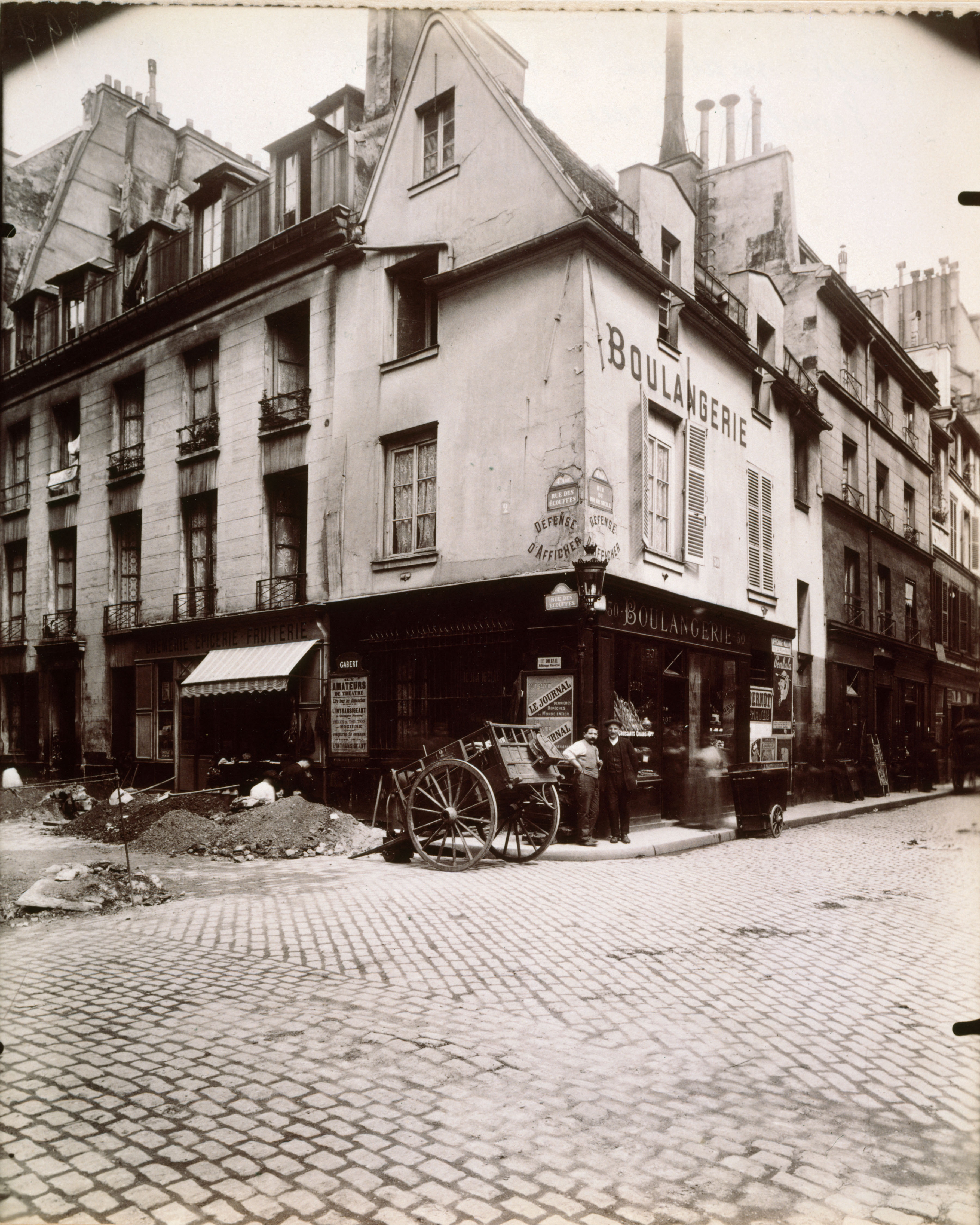
Boulangerie en 1910 à l'angle de la rue du Roi-de-Sicile, par Eugène Atget.

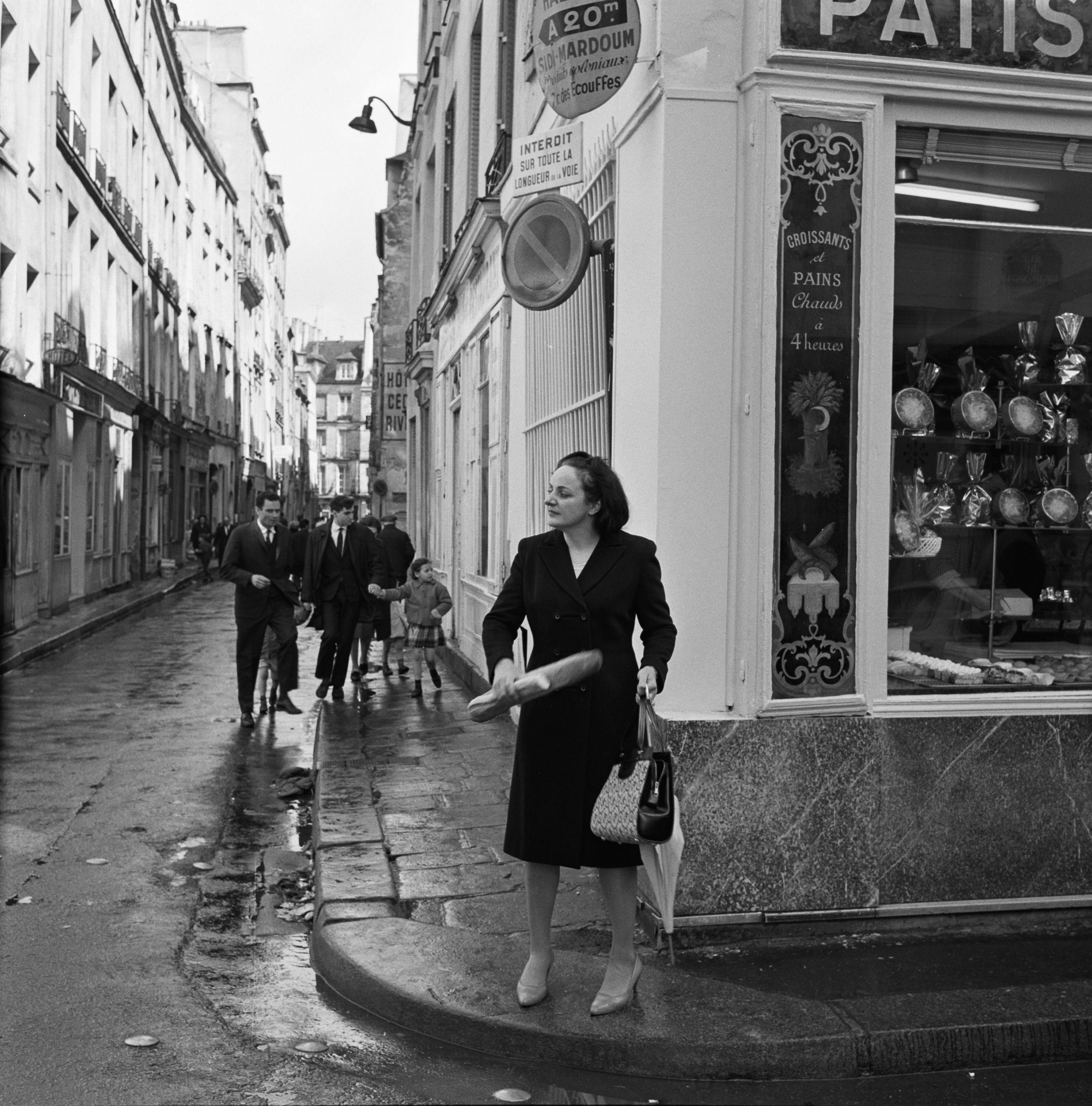
La même boulangerie, en 1965, et l'axe de la rue des Écouffes.

Elle est citée sous le nom de « rue des Escoufles » dans un manuscrit de 1636.
Une décision ministérielle du 8 prairial an VII (27 mai 1799) signée François de Neufchâteau fixe la moindre largeur de cette voie publique à 7 mètres. Cette largeur est portée à 10 mètres, en vertu d'une ordonnance royale du 16 août 1836. Au XIXe siècle, la rue des Écouffes, d'une longueur de 130 mètres, qui était située dans l'ancien 7e arrondissement, quartier du Marché-Saint-Jean, commençait aux 36-40, rue du Roi-de-Sicile et finissait aux 75-77, rue des Rosiers.
Les numéros de la rue étaient noirs. Le dernier numéro impair était le no 29 et le dernier numéro pair était le no 28.
La partie méridionale, délimitée au sud par la rue de Rivoli et au nord par la rue du Roi-de-Sicile, était précédemment partie intégrante de la rue Tiron. Lorsque, en 1854, cette rue fut coupée en deux par le percement de la rue de Rivoli, sa partie nord fut rattachée à la rue des Écouffes.
Au début du XXe siècle, « [A]ssez nombreuses y sont encore les maisons [du passé] : elles se distinguent par l'étroitesse de leurs façades, par les arcades massives de leurs portes cochères, par les fers forgés de leurs fenêtres. Ce qui a le plus changé, ce sont les habitants. Au XVIIe siècle et au XVIIIe siècle, des personnes de qualité ou de simples bourgeois, gens de robe ou de finance, l'occupaient presque seuls, en marge de l'aristocratique Marais. Mais, au cours du [XIXe siècle], le ghetto parisien, jadis confiné dans la toute voisine rue des Juifs (aujourd'hui rue Ferdinand-Duval), l'a peu à peu conquise », remarque l'historien Charles Samaran. La présence de la culture juive est aujourd'hui importante.
Le 12 avril 1918, durant la première Guerre mondiale, le no 18 rue des Écouffes est touché lors d'un raid effectué par des avions allemands.

## Bâtiments remarquables et lieux de mémoire
- No 2 : vieille maison, ancienne boulangerie, photographiée par Eugène Atget[6].
- No 3 : emplacement de la maison dans laquelle habita, dès 1673, et y décéda, l'historien, linguiste et philologue français Charles du Fresne, sieur du Cange (1610-1688), qu'il louait pour 500 livres par an à François Benoise, aumônier du roi, abbé de Montreuil et chanoine d'Amiens[4].
- No 6 : adresse de la maison close dirigée par Yvonne, la tante de l'accordeoniste Jo Privat, où il rencontra Émile Vacher, un accordeoniste de renom à cette époque [7]

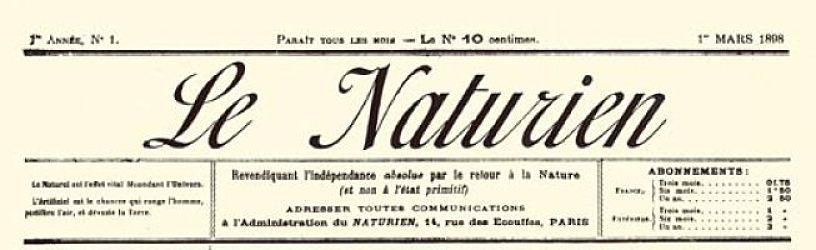
Le Naturien, en-tête du premier numéro du 1er mars 1898.

- No 9 : porte du passage menant à la rue du Trésor[8].

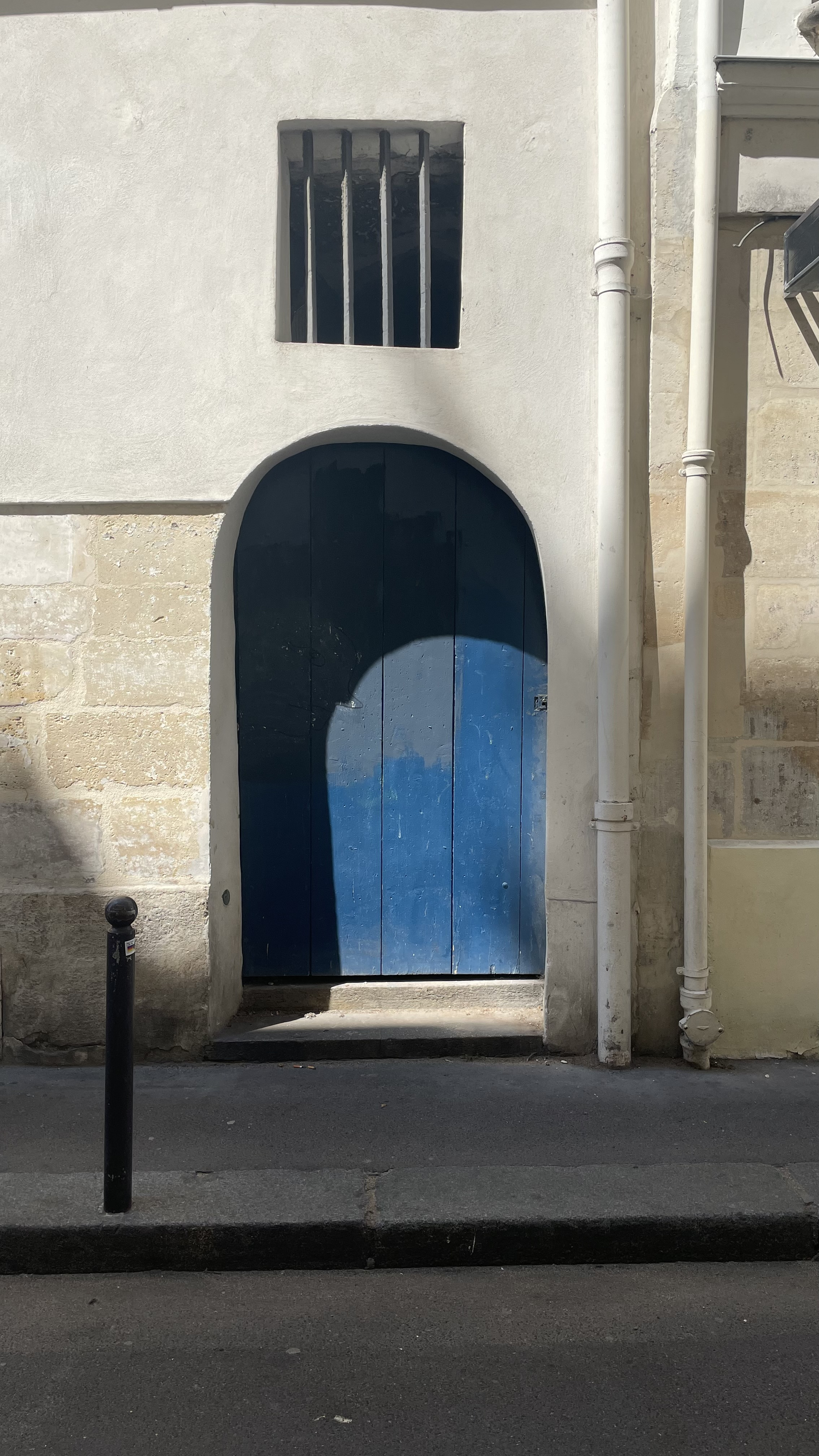
No 9, porte du passage menant à la rue du Trésor.

- No 14 : adresse où se trouvait la rédaction du journal Le Naturien, journal épisodique (4 numéros en 1898) « revendiquant l’indépendance absolue par le retour à la Nature (et non à l’état primitif) », proche du mouvement anarchiste.

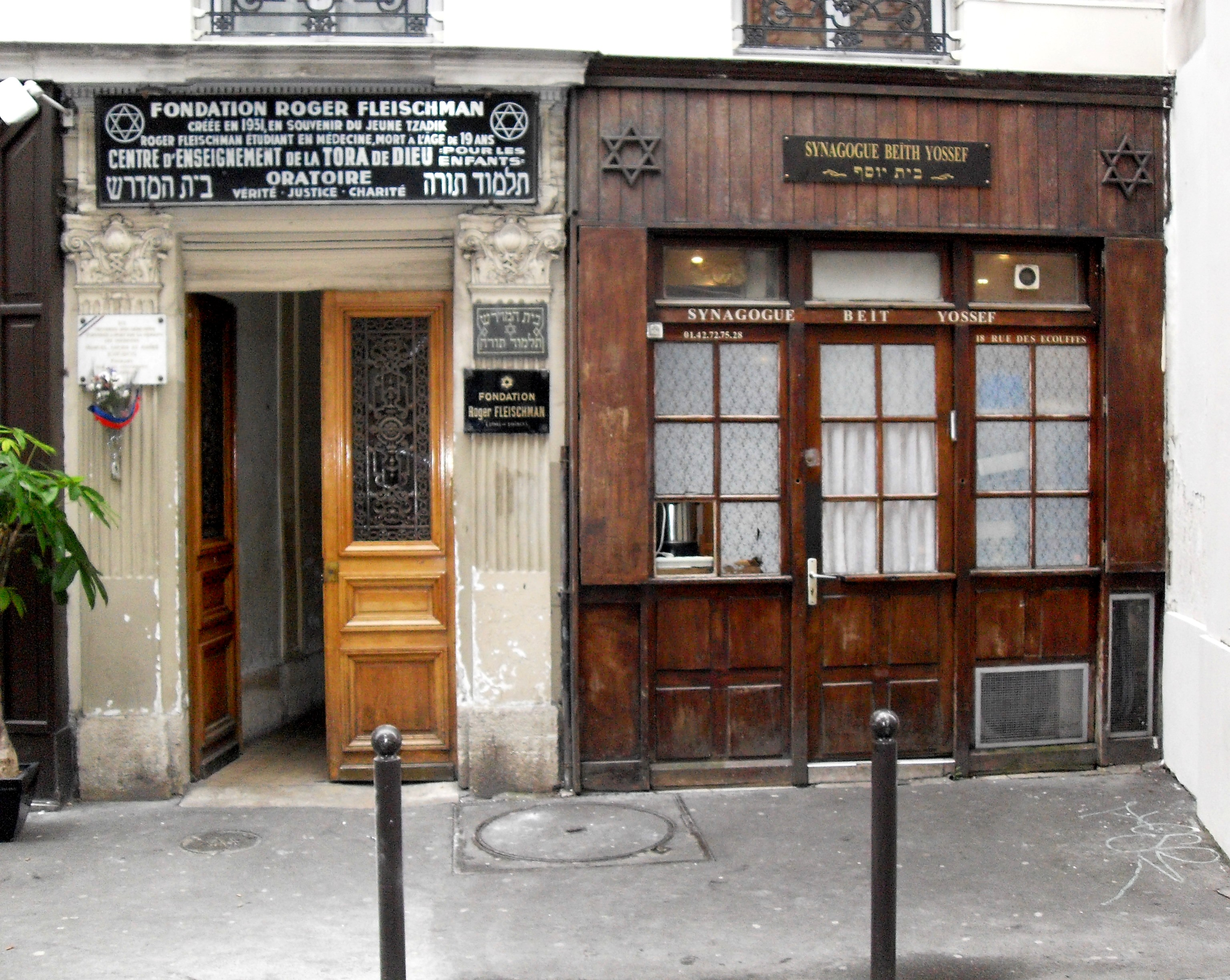
L'oratoire Fleischman au 18, rue des Écouffes.

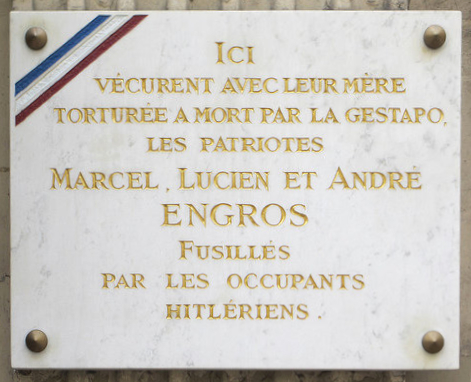
Plaque au no 18.

- No 18 : synagogue Beit Yossef (בית יוסף) et l'oratoire Fleischman[9]. L'oratoire a été créé en 1930 par Armand Fleischman (1886-1973) en souvenir de son fils Roger, étudiant en médecine, mort à l'âge de 19 ans (1911-1930). Il a été inauguré en 1931 et avait pour objectif d'apporter des cours d'instruction religieuse et d'hébreu à la population yiddishophone du quartier, en particulier les enfants (une photo émouvante le rappelle[10]). À l'origine et jusque dans les années 1950, l'oratoire était indépendant et de rite ashkénaze ; il est actuellement de rite séfarade et est devenu consistorial. Lorsqu'on passe la porte, on longe un couloir qui donne sur une minuscule arrière-cour pavée. C'est là que se trouve l'oratoire. L'école de Talmud Torah ne fonctionna pleinement qu'une dizaine d'années, car ensuite un très grand nombre des enfants du quartier partirent pour Pitchipoï. Cependant, après la Libération, les cours de Talmud Torah reprirent pour quelques années encore. À ce même no 18, une plaque commémorative rappelle le destin tragique d'une famille communiste décimée par les nazis : « Ici vécurent avec leur mère[11] torturée à mort par la Gestapo, les patriotes Marcel[12], Lucien[13] et André[14] Engros fusillés par les occupants hitlériens. » Le père, Isaac, fut également déporté et assassiné[11].
- No 20 : emplacement de l’immeuble où vécut et mourut le peintre Philippe de Champaigne (1602-1674). Bien que l'édifice d'origine ait disparu, on sait ce qu'il advint de son bien : hérité de sa belle-famille, il revint à son neveu[15], Jean-Baptiste de Champaigne, peintre lui-même et valet de chambre du roi, qui légua la maison à la belle-mère d'un conseiller au Châtelet, Amelin ; celui-ci la revendit à Lallemand, homme d'affaires du roi qui possédait déjà la propriété contiguë.
- No 21 : adresse où naquit Jacob Kaplan (1895-1994), grand rabbin de France de 1955 à 1980.
- No 22 : lieu où 44 personnes, adultes et enfants, furent arrêtés lors de la rafle du Vel' d'Hiv' du 16 juillet 1942 et déportés. « Tous les étages retentissaient des pleurs des enfants », rapportent les historiens de cette période noire[16].
- No 23 : adresse où a habité le géographe Philippe Buache (1700-1773)[17]. À ce même no 23 se trouve la plus ancienne librairie juive du quartier (elle existe depuis le début du XXe siècle). La rue héberge également plusieurs restaurants typiques, aux nos 16, 17, 27.
- No 25 : hôtel particulier du XVIIe siècle, l'Hôtel Brulart, inscrit à l'inventaire des monuments historiques pour sa « façade sur rue et le versant de toiture correspondant ; la façade et la toiture du bâtiment du 18s au fond de la cour, y compris la cage et la rampe d'escalier ».
- No 27 : emplacement où était installée une bibliothèque ouvrière russo-juive (une première bibliothèque avait été créée en 1892 rue Vieille-du-Temple). En 1900 y fut formé le premier groupe bundiste.

C'est également dans la rue des Écouffes que fut élevé le futur maréchal de France, Achille Baraguey d'Hilliers.
Au XVIIIe siècle, on pouvait jouer au jeu de paume dans le terrain appelé « jeu de paume de Rome », au coin de la rue du Roi-de-Sicile.
L'une des aventures de Nestor Burma, dans la série Les Nouveaux Mystères de Paris, s'intitule Du rébecca rue des Rosiers. Léo Malet y décrit le quartier tel qu'il apparaissait à l'époque, en 1958. Il a été porté au petit écran en 1992 par Maurice Frydland (voir Nestor Burma, série télévisée). L'une des scènes a été tournée devant l'oratoire Fleischman.

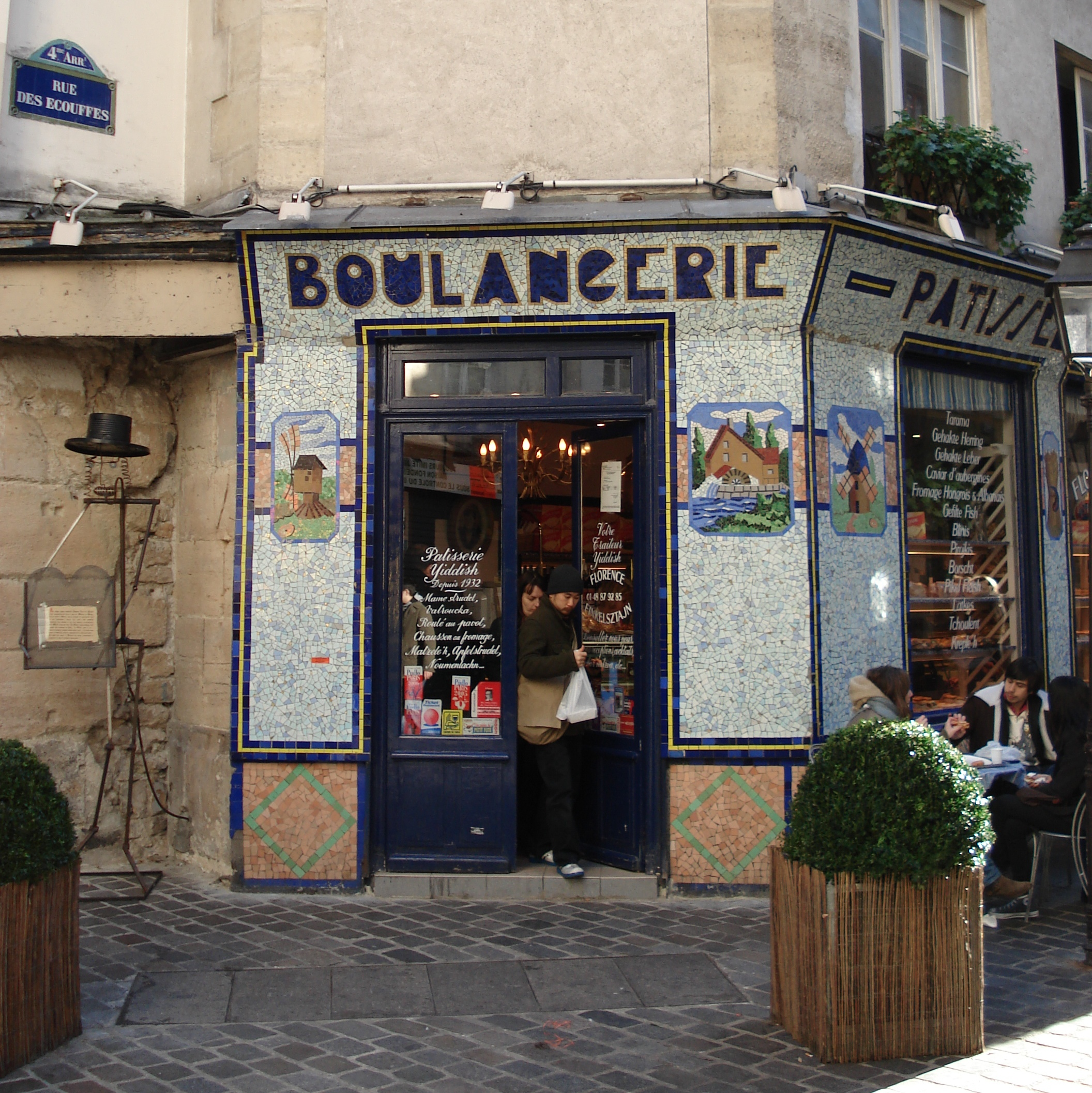
Boulangerie-pâtisserie au coin de la rue des Rosiers avec une devanture en mosaïques.
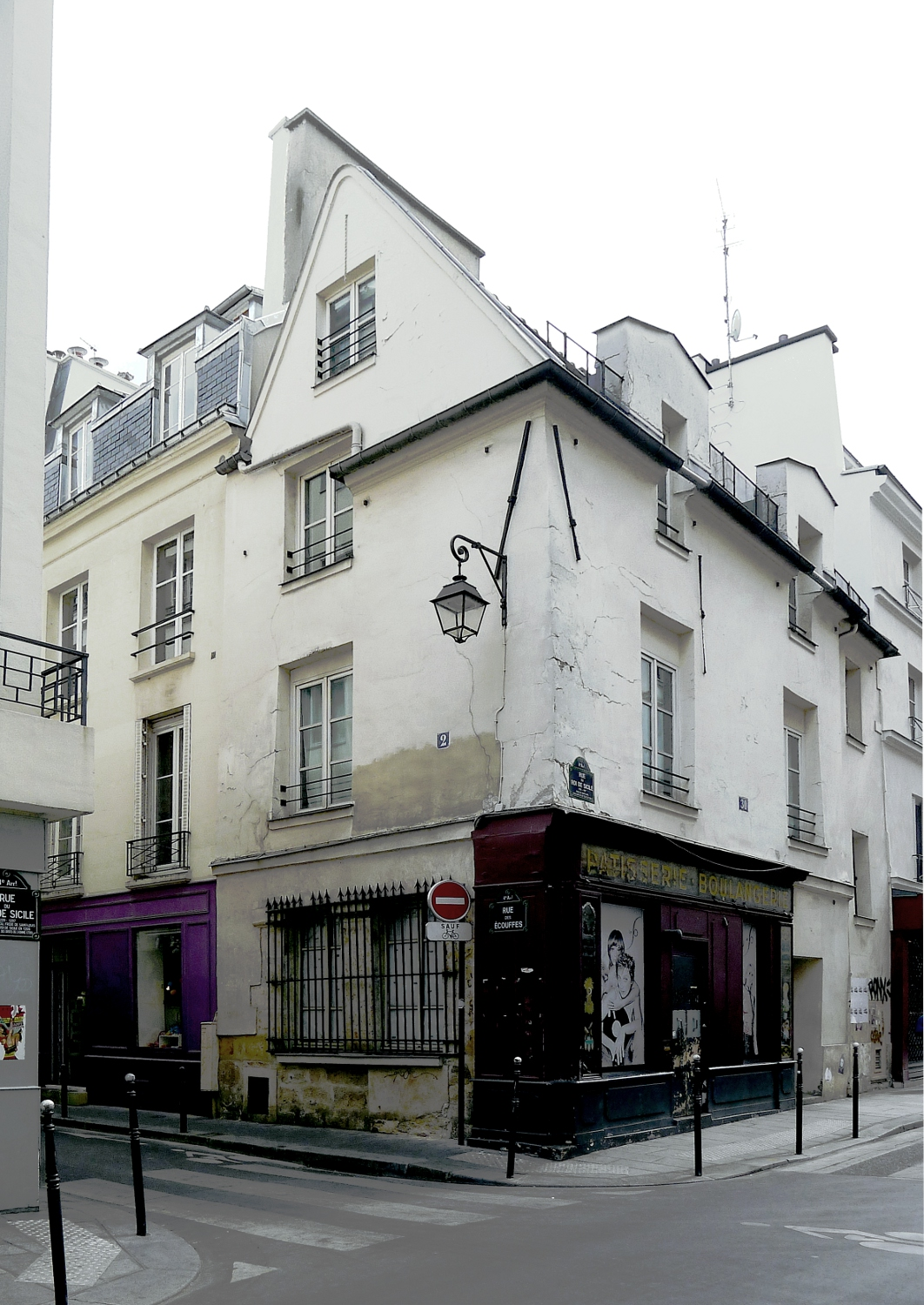
Immeuble faisant le coin des rues des Écouffes et du Roi-de-Sicile.
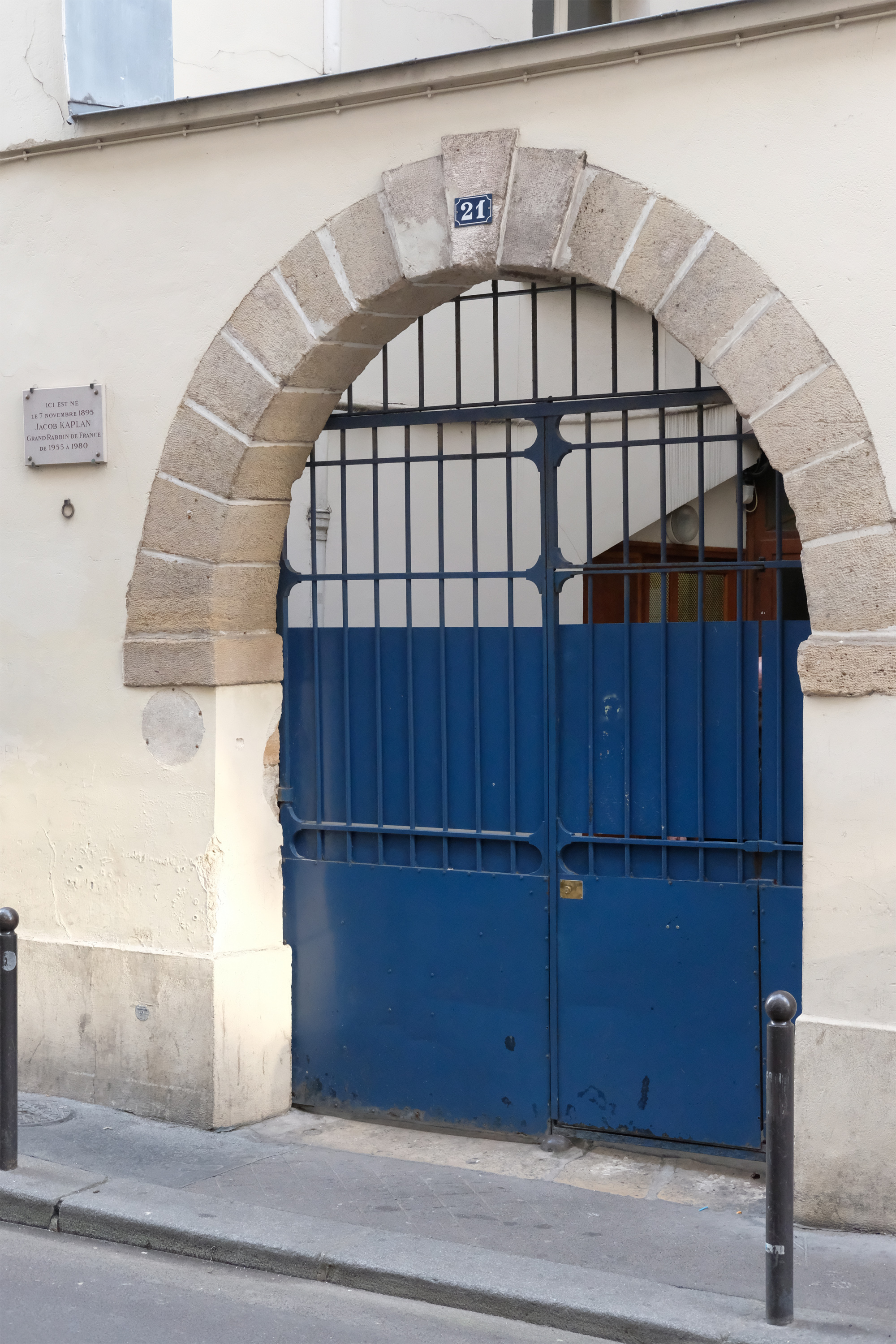
Porche d'entrée du no 21.
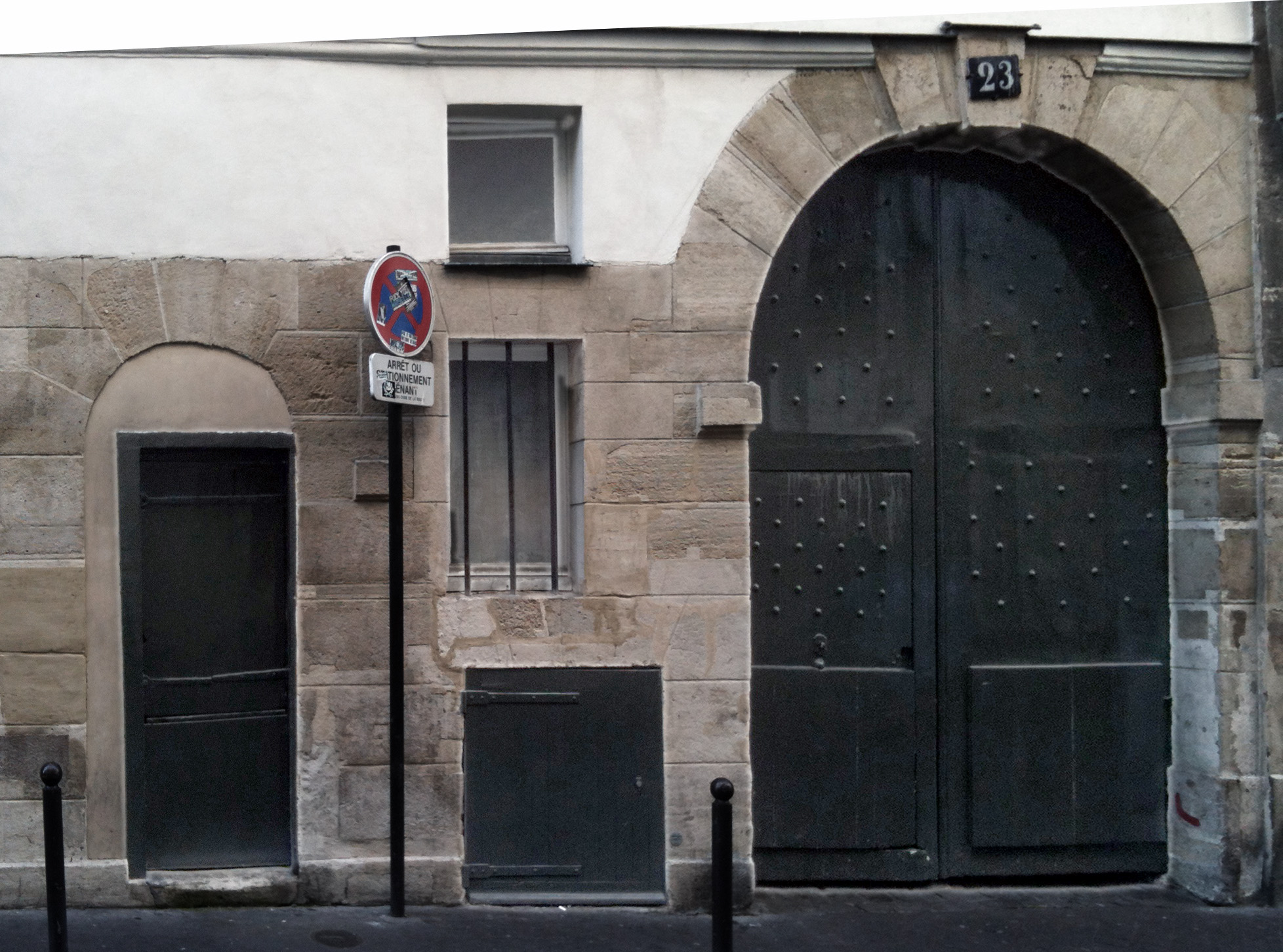
Porche d'entrée du no 23.

## Sources
- Michel Taubes, Né en 1930 rue des Écouffes, à compte d'auteur, témoignage pour la période 1930-1938, 2007.
- Henri Le Verdier, « Le crime de la rue des Écouffes, ou le mari malgré lui », Le Littoral illustré, no 12, mars 1893.